# Musala
Musala (bulharsky Мусала, historicky Tangra a v 50. letech Stalin) je s nadmořskou výškou 2925 m nejvyšší horou v Bulharsku a na celém Balkánu (o 8 metrů vyšší než Mytikas v pohoří Olymp). Musala se nachází v pohoří Rila, v Rilském národním parku nedaleko hlavního města Sofie.
Jméno hory vzešlo z Mus Allah, „blízko Alláhovi“ a pochází z období, kdy bylo Bulharsko součástí Osmanské říše. Staré bulharské jméno hory je Tangra. V letech 1949–1962 se jmenovala po sovětském vůdci Stalinovi.
Musala je významná svojí bohatou flórou, která zahrnuje například makedonskou borovici a bulharský smrk, a také faunou s velkým výskytem různých ptačích druhů.
Tradice praví, ze pokud na vrcholu hory políbíte vašeho partnera, váš vztah se promění ve velkou lásku a prožijete s ním šťastně celý váš život.

## Počasí
Musala má subarktické podnebí s dlouhými chladnými zimami a krátkými léty. Přes zimu teploty obvykle nepřekračují bod mrazu po několik měsíců. Přes léto se teploty zřídkakdy dostávají nad 14-15 °C. V období 1931–1970 byla absolutně nejvyšší zaznamenaná teplota 18,7 °C a nejnižší -31,2 °C.

## Přístup
Nejpohodlnější výstup na vrchol Musaly je z lyžařského střediska Borovec (Боровец), odkud je vrchol vzdálen přibližně 13 km. Asi 1 km jihozápadně od Borovce je vesnice Bistrica (Бистрица), kde začíná červeně značená cesta. Ta po dalších 8 km nastoupá k chatě Musala (хижа Мусала) ve výšce 2389 m n. m., kde je možné se občerstvit i přenocovat.
Cesta dál stoupá k jezeru Ledenoto (Леденото езеро) (3 km od chaty Musala), u nějž ve výšce 2709 m n. m. stojí nejvyšší bulharský horský přístřešek zvaný Everest (хижа Ледено езеро), kde lze doplnit tekutiny, případně i přenocovat. Od něj už zbývá jen 1 km na vrchol ve výšce 2925 m n. m., kde se kromě vrcholové mohyly nachází i meteorologická a pozorovací stanice. Celý výstup trvá 6-7 hodin.
Alternativou je přiblížení lanovkou z Borovce až na vrchol Jastrebec (Ястребец) (2369 m n. m.) a odtud po hřebeni k chatě Musala a dál po zmíněné červeně značené cestě.

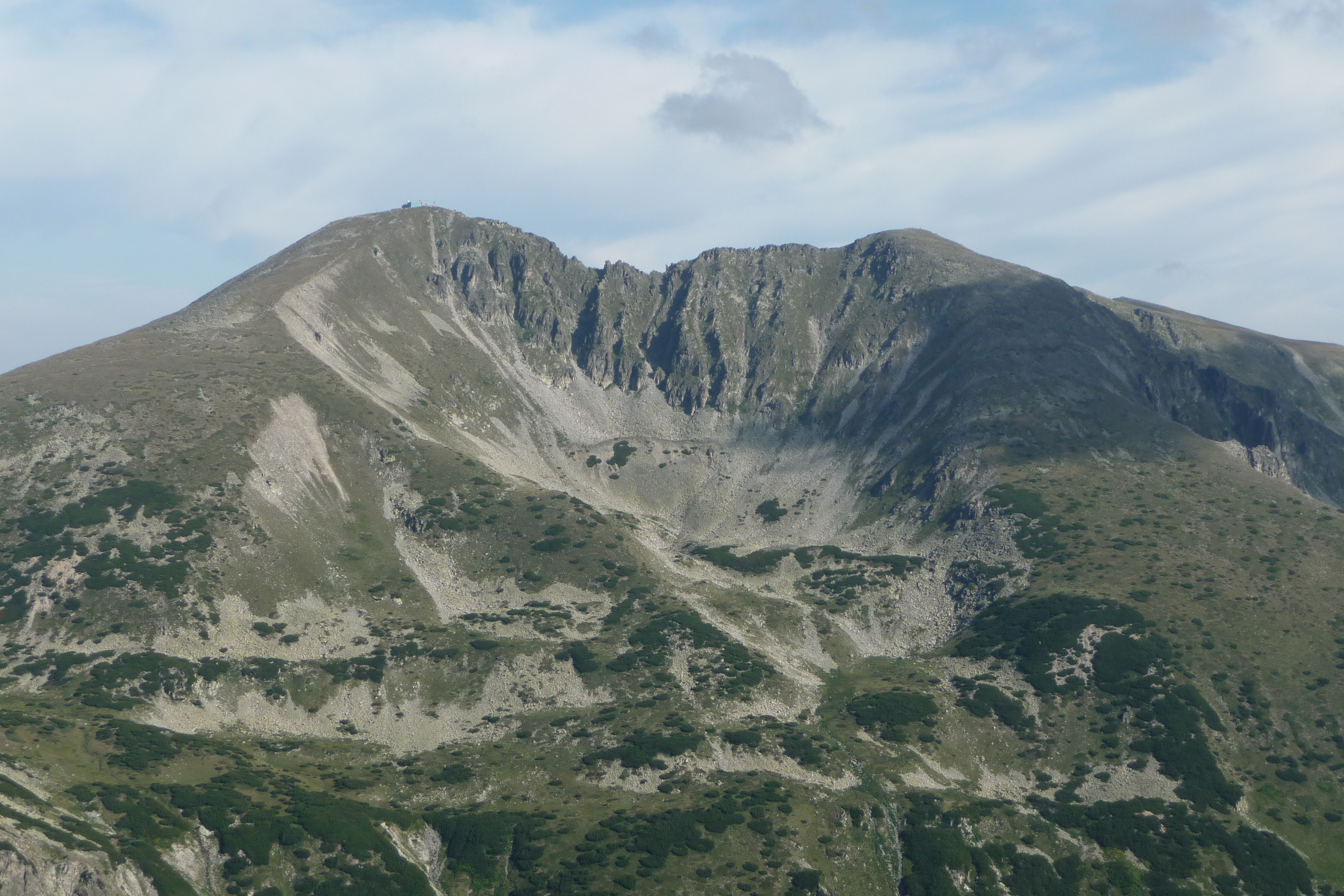
Celkový pohled na Musalu

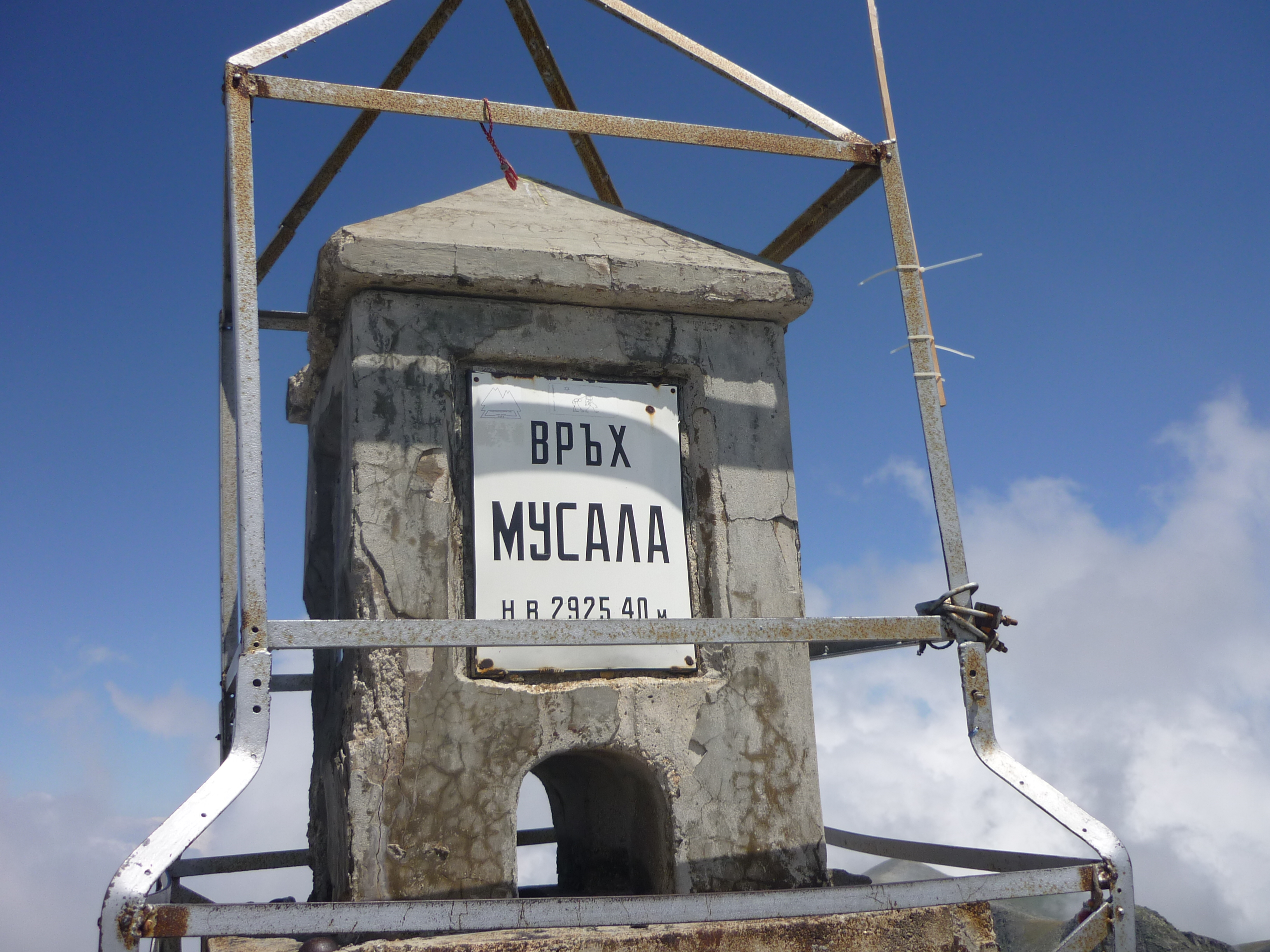
Vrchol Musaly, 2925 m

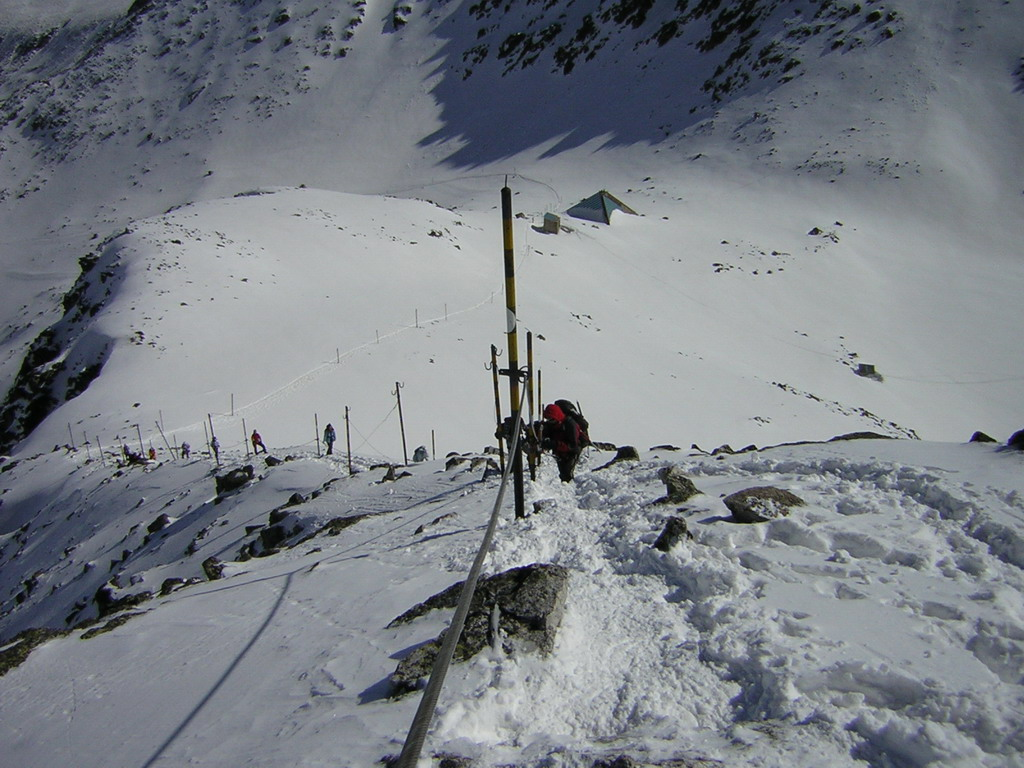
Pod vrcholem Musaly

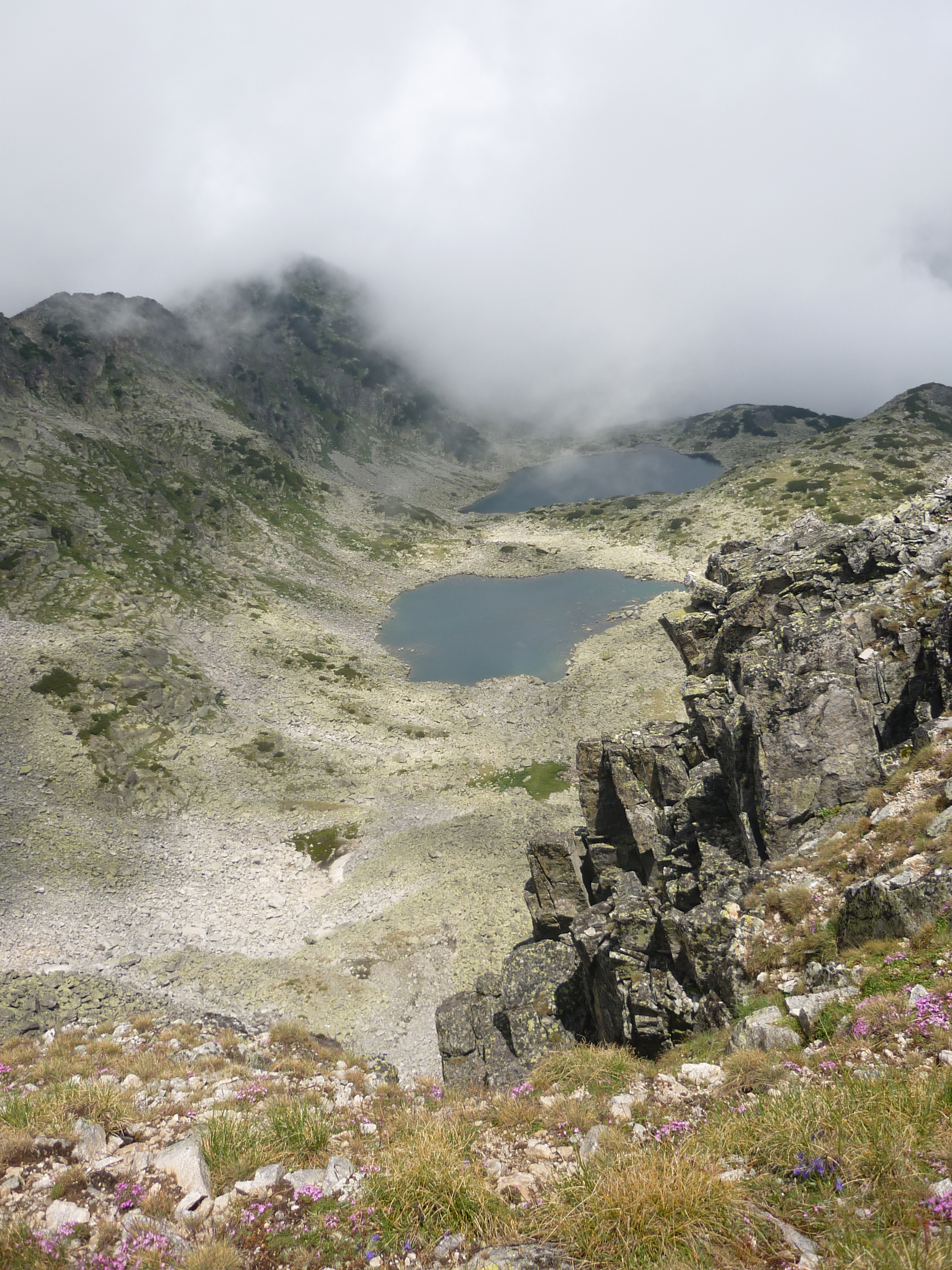
Jezera